# Северна Македонија на Песми Евровизије 2022.
Северна Македонија ће учествовати на Песми Евровизије 2022 у Торину, у Италији. Северна Македонија у 2022. години бира свог представника кроз такмичење За Евросонг 2022.

## За Евросонг 2022.
Македонски емитер МРТ је отворио пријаве за заинтересоване извођаче и композиторе 10. децембра 2021. а рок је био до 16. јануара 2022. До 6 песама ће бити одабрано од стране селекционе комисије, а такмичари ду објављени 21. јануара 2022.
Победника ће одлучити комбинација онлајн гласања и гласова професионалног жирија. Победник ће добити и новчану награду од 2000 евра.

## Учесници
| Извођач                 | Песма              | Композитор(и)        | Текстописац/ци                            |
| ----------------------- | ------------------ | -------------------- | ----------------------------------------- |
| Андреа                  | „Circles"          | Александар Масевски  | Александар Масевски, Андреа Коевска       |
| Рис Флаувер             | „Flyin to Berlin"  | Борис Цветановски    | Борис Цветановски                         |
| Виктор Апостоловски     | „Superman"         | Владимир Дојциновски | Владимир Дојциновски, Виктор Апостоловски |
| Јон Иди                 | „Dreams"           | Yon Idy              | Yon Idy                                   |
| Калина Велковска - Kaly | „Love and Light"   | Давор Јордановски    | Весна Малинова                            |
| Лара Иванова            | „Flower of Sorrow" | Роберт Билбилов      | Робин Зимбаков                            |

## Финале
Песме су презентоване македонској публици 28. јануара 2022. током програма Стисни Плеј. Онлајн гласање је тад отворено и трајало је до 4. фебруара 2022. Финале такмичења За Евросонг 2022. је одржано 4. фебруара 2022. Победник је одлучен комбинацијом гласова публике и међународног жирија у омеру 50:50. Green Forces и Тамара Тодевска су били гости програма.
| Извођач             | Песма              | Жири    | Жири  | Tелегласање | Tелегласање | Поени | Пласман |
| Извођач             | Песма              | Гласови | Поени | Теле        | Поени       | Поени | Пласман |
| ------------------- | ------------------ | ------- | ----- | ----------- | ----------- | ----- | ------- |
| Андреа              | „Circles"          | 10      | 12    | 4 300       | 8           | 20    | 1.      |
| Кали                | „Love and Light"   | 22      | 6     | 7 539       | 10          | 16    | 3.      |
| Лара Иванова        | „Flower of Sorrow" | 12      | 10    | 1 186       | 5           | 15    | 4.      |
| Рис Флаувер         | „Flying to Berlin" | 24      | 5     | 1 367       | 6           | 11    | 6.      |
| Виктор Апостоловски | „Superman"         | 16      | 8     | 12 621      | 12          | 20    | 2.      |
| Јон Иди             | „Dreams"           | 21      | 7     | 3 743       | 7           | 14    | 5.      |

| Р. бр. | Песма              | · MLT | · ISR | · GEO | · ISL | · ARM | Гласови | Поени |
| ------ | ------------------ | ----- | ----- | ----- | ----- | ----- | ------- | ----- |
| 1      | „Circles"          | 1     | 5     | 1     | 2     | 1     | 10      | 12    |
| 2      | „Love and Light"   | 4     | 3     | 6     | 4     | 5     | 22      | 6     |
| 3      | „Flower of Sorrow" | 2     | 2     | 5     | 1     | 2     | 12      | 10    |
| 4      | „Flying to Berlin" | 6     | 4     | 3     | 5     | 6     | 24      | 5     |
| 5      | „Superman"         | 3     | 1     | 2     | 6     | 4     | 16      | 8     |
| 6      | „Dreams”           | 5     | 6     | 4     | 3     | 3     | 21      | 7     |

## Евровизија
Према правилима Песме Евровизије, све државе осим домаћина и велике петорке морају да се такмиче у једном од полуфинала како би прошле у финале. 10 песама са највише поена из сваког полуфинала пролази у финале. Европска радиодифузна унија дели земље у шешире на основу гласачких савеза у прошлим издањима, тако да земље које често гласају једне за друге буду у истом шеширу. Отприлике пола сваког шешира се нађе у једном полуфиналу, а друга половина у другом. У јануару 2022, објављено је да ће се Северна Македонија такмичити у другом полуфиналу.